# 平村 (愛媛県)
平村（たいらむら）は、愛媛県喜多郡にあった村。
現在の大洲市中心部の東北東一帯、予讃線・伊予大洲駅の東方一帯にあたる（同駅自体は村域に含まない）。

## 地理
- 山岳：冨士山
- 河川：肱川

## 歴史
- 1889年（明治22年）12月15日 - 町村制の施行により、田口村・市木村・徳森村の区域をもって発足。
- 1908年（明治41年）4月1日 - 久万町と合併して大洲村が発足。同日平村廃止。

## 交通

### 道路
現在は旧村域に松山自動車道の大洲インターチェンジが所在するが、当時は未開通。